# La Sal Mountains
Die La Sal Mountains, auch La Sal Range, sind eine Gebirgskette im Südosten des US-Bundesstaates Utah in den Countys San Juan und Grand. Das Gebirge liegt im Manti-La Sal National Forest und ist Teil des Colorado-Plateaus. Die höchste Erhebung ist der 3877 m hohe Mount Peale neben neun weiteren Dreitausendern. Im August des Jahres 1776 entdeckten Teilnehmer der Dominguez-Escalante-Expedition am Horizont die aus der Wüste aufragenden weißen, schneebedeckten Gipfel. Da sie sich nicht vorstellen konnte, in diesem heißen, unwirtlichen Gebiet Schnee zu finden, hielten sie die weißen Kuppen für reines Salz und nannten den Gebirgszug Sierra de la Sal, also Salzige Berge. Im Jahr 1899 führte der deutsche Forscher Carl Purpus eine Expedition in die La Sal Mountains und erforschte die bis dahin noch weitgehend unbekannte Kakteenflora dieser Region.

## Geografie und Geologie
Die La Sal Mountains liegen etwa 25 Kilometer östlich der Stadt Moab und gehören zum Manti-La Sal National Forest auf dem Colorado-Plateau. In der Nähe befinden sich der Arches und der Canyonlands-Nationalpark. Der Gebirgszug bedeckt ein relativ kleines Gebiet von rund 25 km in nordsüdlicher und 10 km in ostwestlicher Richtung und ist am einfachsten von Westen her über die La Sal Mountain Loop Road zu erreichen, die südlich von Moab beginnt. Das Gebirge besteht aus Granitfelsen, eigentlich ungewöhnlich für das Colorado-Plateau. Die Bergkette stellt eine klassische Lakkolith-Formation dar, die von mächtigen Schichten aus Sedimentgestein umgeben ist. Im Gegensatz zu den subalpinen und alpinen Bergen, gibt es in der trockenen, wüstenartigen Umgebung eine Anzahl spektakulärer Felstürme, wie Castle Rock, Fisher Towers, Onion Creek Towers, Priest, Adobe Mesa und The Palisade.

## Fauna und Flora
Die Hänge der mächtigen Lakkolithen sind bewaldet und bieten einen kühlen Kontrast zur Hitze der umliegenden Wüste. In den unteren Höhenlagen wachsen Utah-Wacholder (Juniperus osteosperma) und Ponderosa-Kiefern (Pinus ponderosa), gefolgt von Amerikanischen Zitterpappeln (Populus tremuloides), Felsengebirgs-Tannen (Abies lasiocarpa), Engelmann-Fichten (Picea engelmannii) und schließlich alpiner Tundra in den höchsten Regionen. An größeren Säugetieren leben hier Maultierhirsche (Odocoileus hemionus), Wapitis (Cervus canadensis), Elche (Alces alces), Dickhornschafe (Ovis canadensis), Schneeziegen (Oreamnos americanus), Schwarzbären (Ursus americanus) und Pumas (Puma concolor).

## Geschichte

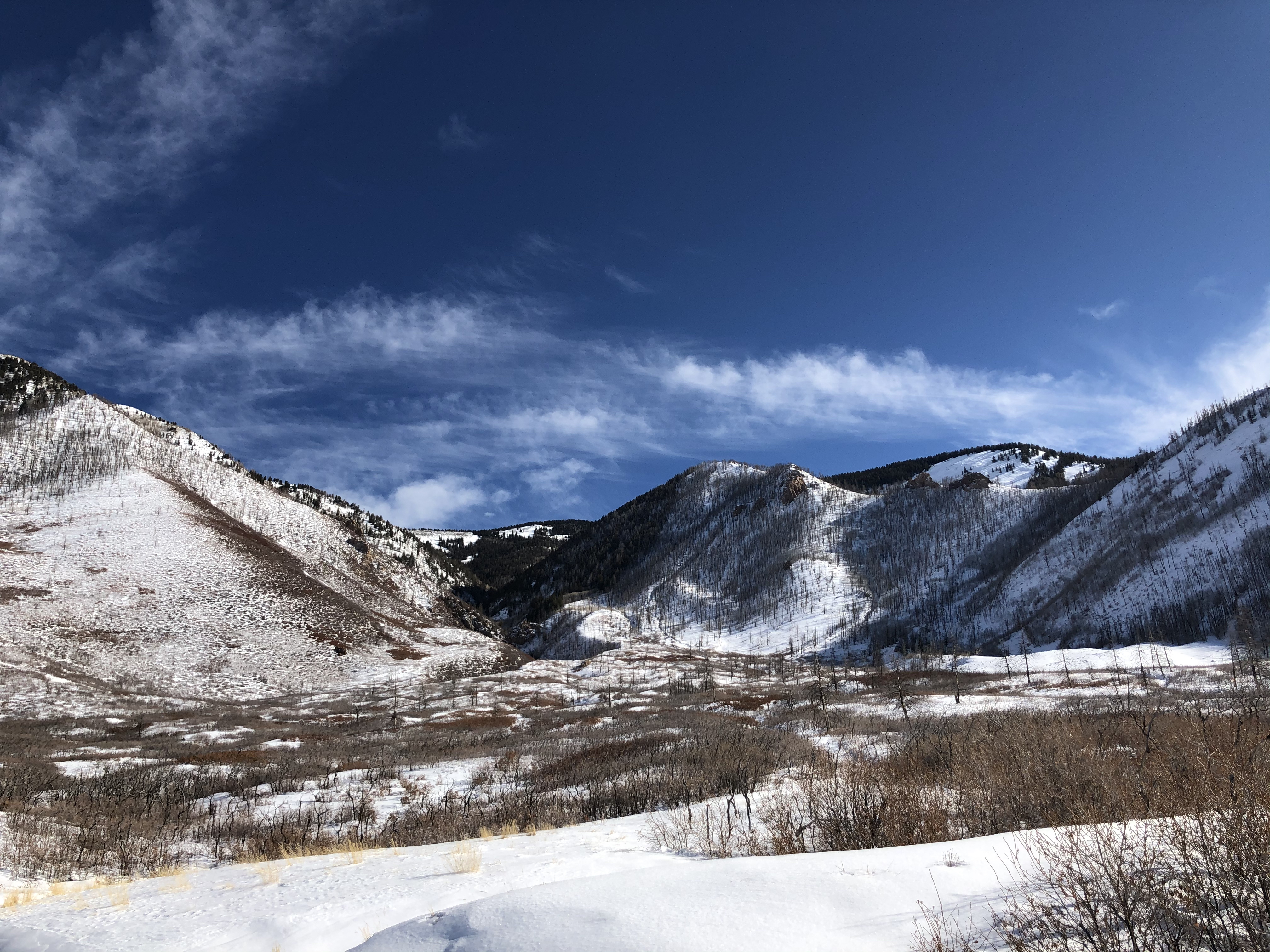
Blick auf den Horse Mountain im Winter, Blick nach Osten auf die La Sal Loop Road, im Pinhook Valley, Utah

Die erste Besiedlung erfolgte am Ende der letzten Eiszeit um etwa 12.000–11.000 v. Chr. von Norden her. Die erste flächendeckend verbreitete Kultur war die Clovis-Kultur und nach ihnen trafen die Vorfahren der Na-Dené-Indianer ein. Zwischen 1000 v. Chr. bis 1300 n. Chr. siedelten die Anasazi in den tieferen Lagen der Region. Sie bauten dort Mais an und nutzten die höher gelegenen Gebiete in den Bergen zum Jagen und Sammeln während der warmen Jahreszeit. Später erschienen die Weeminuche Ute, die ihren Lebensunterhalt durch Wildpflanzen und die Jagd auf Hirsche und anderes Großwild in den Bergen bestritten. Schließlich kamen die Navajo auf der Suche nach Nahrung und Heilpflanzen in die Berge. Sie nannten die La Sal Mountains die Fünf Berge, wobei ungeklärt ist, welche der zahlreichen Gipfel damit gemeint waren.
Die ersten Europäer waren die Spanier und nannten die Berge Sierra de la Sal (Berge aus Salz). Die Mönche Silvestre Velez de Escalante und Francisco Atanasio Dominguez erreichten die Gegend im Jahr 1776. Sie schrieben in ihrem Tagebuch, dass „dort in der Nähe Salzlager sind, die ... von den Yutas selbst genutzt werden“.  Die ersten angloamerikanischen Siedler waren Mormonen, die 1855 die Elk Mountain Mission an der Stelle der heutigen Stadt Moab gründeten, denn sie fanden dort Wasser und Holz. Sie bestand weniger als ein Jahr, nachdem dort lebende Krieger der Ute ihre Gebäude zerstört und sie bis über die Wasatch Mountains vertrieben hatten. Andere Siedler kamen Ende der 1870er Jahre. Viele davon waren Mormonen, doch anders als die ersten Gruppe hatten sie keinen offiziellen Auftrag, sondern suchten nach neuem Lebensraum. Außerdem ließen sich Arbeiter aus den Minen und den Ranches aus Colorado nieder. Es entstanden die Städte Old La Sal und Coyote am Fuße der Berge aufgrund ihrer Lage an der Colorado-Utah-Mail-Route. Außerdem wurden hier bald Farmen, Ranches und Bergwerke errichtet. Die neu erbaute Denver and Rio Grande Western Railroad führte nördlich von Moab durch die Region, so dass Rinder, Schafe und landwirtschaftliche Produkte zu den östlich und westlich gelegenen Märkten gebracht werden konnten. Die erste Straße wurde 1919 gebaut und sie folgte der Route des Old Spanish Trails, der von Santa Fe über Utah bis Los Angeles führte.
Auf die Dauer erwiesen sich Viehzucht und Holzwirtschaft als profitabler als die Arbeit in den Bergwerken. In den 1880er Jahren begann die Pittsburgh Cattle Company mit der Rinderzucht und ließ bald 20.000 Tiere in den Tälern grasen. 1895 wurde das Unternehmen von der La Sal Cattle Company übernommen. Mit wachsendem Holzeinschlag und der hohen Anzahl weidender Rinder kam es zu einer dramatischen Umweltbelastung. Im Jahr 1906 ließ Präsident Theodore Roosevelt den rund 641,30 km² großen La Sal National Forest Reserve einrichten, von dem rund ein Sechstel in Colorado lag. Zwei Jahre später wurde der Naturpark zum Manti-La Sal National Forest zusammengelegt. Obwohl die Forstverwaltung die Bergwerke und den Holzeinschlag überwachte und regulierte, gab es zwischen 1918 und 1920 Probleme durch Überschwemmung und Erosion. Das Civilian Conservation Corps entwickelte innerhalb von vier Jahren ein Projekt, das primär die regelmäßigen Überflutungen stoppen und den Straßenbau fördern sollte. Unter der Aufsicht der Forstverwaltung gelang es schließlich, in den La Sal Mountains wieder das ökologische Gleichgewicht herzustellen. Heute sind die Berge erneut Ressource für Wasser, Mineralien und Holz. Darüber hinaus stellt der Forest Service Freizeiteinrichtungen zur Verfügung.

## Aussichtspunkte
Auf der La Sal Mountain Loop Road von Moab, über Castle Valley, Geyser-Pass und zurück, sind zahlreiche Aussichtspunkte und Abzweigungen zu finden, die zu Bergseen und Nebenstraßen führen. Über die Geyser-Pass-Straße ist beispielsweise der Oowah Lake zu erreichen, der für seinen Reichtum an Forellen bekannt ist. Eine acht Kilometer lange Schotterstraße führt zum Warner Lake.

## Erhebungen
- Mount Peale (3877 m)
- Mount Mellenthin (3854 m)
- Mount Tukuhnikivatz (3805 m)
- Mount Waas (3758 m)
- Manns Peak (3741 m)
- Mount Laurel (3740 m)
- Mount Tomasaki (3730 m)
- Pilot Mountain (3719 m)
- Green Mountain (3707 m)
- Little Tuk (3672 m)